# Dendermondse vlaai
Dendermondse vlaai is een traditioneel streekgerecht uit de Oost-Vlaamse stad Dendermonde en omgeving. De chef-kok Gaston Clément noemde het in zijn kookboek Gastronomie et folklore uit 1957 "de flan van Dendermonde".
De vlaaien worden bereid op basis van gebak (beschuiten, mastellen, macarons of eventueel speculaas) aangevuld met peperkoek (in Dendermonde typisch de Ros Beiaardpeperkoek), kandijsiroop, melk, eieren en foelie of kaneel. Het mengsel wordt in een vuurvaste vorm gebakken tot een vaste, snijdbare pudding. Traditioneel wordt de vlaai in de bakvorm geserveerd.